# Josef Hellmesberger senior

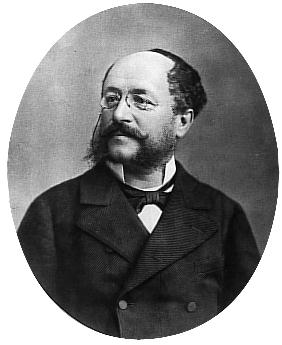
Josef Hellmesberger senior.

Josef (eller Joseph) Hellmesberger, född den 3 november 1828 i Wien, död där den 24 oktober 1893, var en österrikisk violinist och dirigent. Han var son till Georg Hellmesberger senior, far till Josef Hellmesberger junior och Ferdinand Hellmesberger samt bror till Georg Hellmesberger junior.
Hellmesberger blev 1851 artistisk direktor för Gesellschaft der Musikfreunde (vari inbegreps chefskapet för konservatoriet), samma år professor i violinspelning vid konservatoriet, 1860 konsertmästare vid hovoperan och 1877 hovkapellmästare. Han gjorde sig högt förtjänt genom de från 1849 av honom föranstaltade kvartettsoaréerna. Hellmesberger blev 1879 ledamot av Kungliga Musikaliska Akademien.